# Psychotria poliostemma
Psychotria poliostemma är en måreväxtart som beskrevs av George Bentham. Psychotria poliostemma ingår i släktet Psychotria och familjen måreväxter. Inga underarter finns listade i Catalogue of Life.